# Chrysopelea
Chrysopelea es un género de serpientes de la familia Colubridae. Sus especies se distribuyen por la región indomalaya y la Wallacea.

## Especies
Se reconocen las siguientes:
- Chrysopelea ornata (Shaw, 1802)
- Chrysopelea paradisi Boie, 1827
- Chrysopelea pelias (Linnaeus, 1758)
- Chrysopelea rhodopleuron Boie, 1827
- Chrysopelea taprobanica Smith, 1943